# Cathédrale Notre-Dame-de-l'Immaculée-Conception de Maputo
Pour les articles homonymes, voir Cathédrale Notre-Dame.
La cathédrale Notre-Dame-de-l'Immaculée-Conception (ou Catedral de Nossa Senhora da Imaculada Conceiçaõ en portugais) est une église catholique du centre de Maputo, la capitale du Mozambique.